# Willi H. Grün
Willi H. Grün (geboren 10. Oktober 1932 in Wahlrod; gestorben 28. September 2016 ebenda) war ein deutscher Finanzbeamter, Wirtschaftsjournalist, Kolumnist und Schriftsteller.

## Leben
Grün war Diplom-Finanzwirt (FH) und stellvertretender Leiter des Finanzamts Hachenburg. Er verfasste Ratgeberbücher zum Thema Börse, Steuern und Finanzen, die in zahlreichen Neuauflagen erschienen. Er schrieb für Fach- und Publikumszeitschriften, war fünf Jahre Steuerkolumnist der Illustrierten Quick, verfasste seit 1994 die regelmäßige Kolumne „Happy Börsday“ über die Börsenwoche in der Koblenzer Rhein-Zeitung und war seit 1997 freier Mitarbeiter des Südwestrundfunks („Die Sprechstunde“). Daneben schrieb er auch über Grenzwissenschaftliches („Erdstrahlen“) und überarbeitete die Dorfchronik seiner Heimatgemeinde Wahlrod. Das Gewerbeforum Westerwald ehrte ihn mit der Auszeichnung „Mit Ecken und Kanten“ für seine beiden Heimatromane. Grün war 13 Jahre lang Organist in der Dorfkirche von Wahlrod und Dirigent eines Bläserensembles.